# Placido (monaco)
Placido (Roma, 515 – Messina, 5 ottobre 541) fu un monaco e martire cristiano, seguace di Benedetto da Norcia. È venerato come santo dalla Chiesa cattolica e da quella ortodossa.
Era il più famoso discepolo di Benedetto con Mauro.

## Biografia

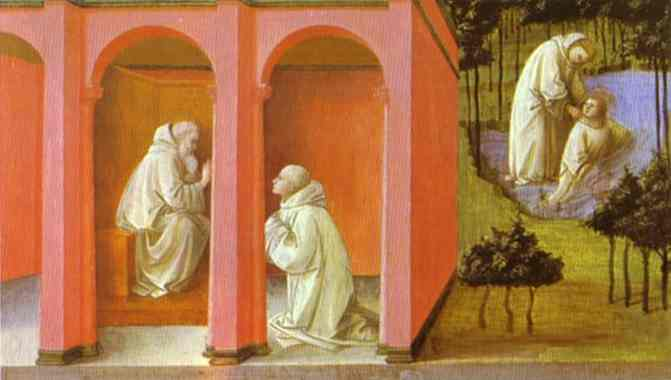
San Benedetto ordina a San Mauro di salvare San Placido, di Filippo Lippi

Placido nacque a Roma nel 515, dalla nobile ed antica famiglia degli Anicii, da Tertullo e dalla messinese Faustina. Primo di quattro fratelli, fu introdotto in tenera età, insieme a Mauro, nel cenobio di Subiaco ove Benedetto da Norcia aveva iniziato la sua opera monastica. In seguito Benedetto, Mauro e Placido si trasferiranno a Cassino dove fonderanno sul colle soprastante il celebre Monastero di Montecassino. Mauro e Placido furono così i testimoni e i confondatori nella nascita del monachesimo benedettino, come ampiamente descritto dai Dialoghi di San Gregorio Magno. 
Benedetto da Norcia inviò a Messina il giovane monaco Placido per fondare il primo monastero dell'Ordine benedettino di Sicilia, con annessa la chiesa di San Giovanni Battista. L'aggregato fu eretto sulle rovine di una vasta necropoli romana nei pressi della foce del torrente Boccetta appena fuori dal nucleo della città, grazie alla dote corrisposta dalla madre Faustina appartenente alla gens Anicia. Il 28 luglio 540, la cerimonia di dedicazione presieduta dal vescovo Eucarpo II. Della prima fondazione recentemente nel limitrofo palazzo della prefettura è stato rinvenuto un capitello che attesterebbe la fondazione placidiana del complesso monumee. 
Il 5 ottobre del 541 sbarcò ad Acqualadroni una flotta di pirati vandali di religione ariana guidati da Mamuca. I pirati devastarono e saccheggiarono tutto quello che incontrarono sul loro cammino, sino a giungere alla chiesa. Placido venne legato ad un albero di ulivo e durante la tortura gli venne chiesto di rinnegare la sua fede, cosa che lui non fece. Per punirlo Mamuca ordinò ai suoi prima di tagliargli la lingua e poi di trucidarlo insieme ai fratelli Eutichio e Vittorino, alla sorella Flavia e a circa trenta monaci. I maschi vennero tutti decapitati, mentre Flavia fu trafitta al seno con una spada. Frate Gordiano, fuggito per tempo e scampato all'eccidio, ricompose i corpi provvedendo alle sepolture. Le testimonianze rese durante il soggiorno a Costantinopoli hanno permesso di ricostruire l'operato dei martiri e la futura localizzazione del sepolcreto.

## Culto
Il culto a san Placido e compagni martiri, già attestato nel Martirologio geronimiano, fu ampio nel Medioevo ed ebbe un suo rinnovato fervore con il presunto ritrovamento a Messina delle loro reliquie, il 4 agosto 1588, in occasione di lavori di restauro intrapresi dall'Ordine di Malta alla Chiesa di San Giovanni di Malta, ove ancora oggi si conservano. La devozione al Martire, autorizzata da apposita Bolla di Sisto V, fu costantemente sostenuta e difesa per secoli dal Sovrano Militare Ordine di Malta, dal Senato di Messina e dall'Arciconfraternita di San Placido.
Nell'Archivio Segreto Vaticano si conserva un lungo e dettagliato elenco, con relative testimonianze giurate, dei presunti miracoli operati dal Signore per intercessione di san Placido e Compagni Martiri al solo contatto con queste prodigiose acque. Si tramanda che anche lo stesso celebre pittore Michelangelo Merisi da Caravaggio nel 1608 fu testimone della resurrezione di un giovane al solo contatto dell'acqua di san Placido e che volle eternare questo miracolo nel celebre dipinto dei Crociferi, oggi al Museo Regionale. 
Ricostruito il nuovo tempio di San Giovanni ad opera del Sovrano Militare Ordine di Malta, che qui aveva la sede del Gran Priorato di Sicilia, l'antica Arciconfraternita di San Placido creò negli ambienti ipogei una Chiesa ove fu lasciata a vista la miracolosa sorgente e, fino al terremoto del 1908, ogni anno il 4 agosto e il 5 ottobre veniva distribuita ai fedeli quest'acqua mediante un'apposita coppa argentea con al centro una statuina di San Placido, che ancora oggi si conserva nel Museo del Tesoro di San Placido. Dopo il terremoto del 1908, restaurato ciò che rimaneva dell'antico complesso monumentale di San Giovanni di Malta, a metà Novecento il Rettore del tempo e la Compagnia di San Placido, con il supporto dell'Ufficio Tecnico Comunale, fecero scavare questo pozzo che intercettò l'antica Sorgente di San Placido in modo che ancora oggi, a memoria del ritrovamento delle presunte reliquie dei Santi Martiri, è possibile usufruire di questa preziosa acqua.
È considerato santo e martire dalla Chiesa cattolica e dalla Chiesa ortodossa ed è festeggiato da entrambe il 5 ottobre.
Le reliquie sono conservate nella chiesa di san Giovanni di Malta - San Placido e Compagni Martiri a Messina, all'interno di un antico sacello fatto realizzare nel 1616 dal Senato della Città dopo il ritrovamento del 4 agosto 1558. Altre reliquie del santo sono custodite a Poggio Imperiale (FG), a Biancavilla, in provincia di Catania, a Castel di Lucio (ME) a Seminara (RC).
A Ceriana, in provincia di Imperia, è venerato un omonimo martire, corpo santo, estratto dalle catacombe romane, come anche a Montecarotto, in provincia di Ancona.
San Placido è patrono di Messina assieme alla Madonna della Lettera, dell'arcidiocesi di Messina-Lipari-Santa Lucia del Mela, di Biancavilla, Castel di Lucio, Cordoba (Argentina), Easton (Stati Uniti), Gap (Francia), San Pierfedele di San Pietro di Caridà, Poggio Imperiale, Portoviejo (Ecuador), Torrebruna e Tremonti (Messina), nonché compatrono di Olevano Romano (Roma) ed Alì (Me). Un tempo era anche patrono di Ficarra (Me).

### Inno a San Placido
L'Inno a San Placido è un canto popolare castelluccese cantato dai fedeli in occasione della festa patronale di San Placido il 20 agosto e il 5 ottobre a Castel di Lucio in occasione dell'Acchianata, nel corso della quale la statua del santo viene innalzata sull'altare della chiesa madre del paese, e il 19 Agosto, nel rito della cosiddetta Calata a cira (ossia "Discesa della cera"), durante il quale i fedeli portano candele accese in processione alla chiesa madre. Il testo completo è il seguente. I primi quattro versi della prima strofa costituiscono il ritornello del canto, ripetuto tra una strofa e l'altra.

Coll'alma e col cuore

con voce giuliva

san Placido evviva

ognun canterà.

Il nostro gran Santo

d`illustre famiglia

qual rosa vermiglia

a Roma spuntò.
Appena d'un lustro

due anni avanzato

fu a Dio consacrato

dal gran genitor.

Quel figlio d'Abramo

col Padre, Tartullo

sul monte fanciullo

Subiaco salì.
Isacco novello

se stesso per legna

qual vittima degna

sull'ara portò.

Asprezze e digiuni

vigilie non cura

ma solo premura

li penalità.
La grazia il previene

lo segue, lo scorta

a stato l'o porta

di gran santità.

Fanciull'innocente

si batte, s'afflige

più quanto l'esige

sua tenera età.
Contempla sovente

l'amante Signore

e in fiamme d'amore

il cuor gli si sfa.

Ma qual non degg'io

prodigio cantare

per meglio lodare

la sua Santità?
La vita dei Santi

Dio stesso difende

ei scudo si rende

di chi l'ama già.

Nell'acqua caduto

di lago profondo

dal chiostro del mondo

volando si sta.
Lo vede l'Abate

dal cielo ispirato

e Mauro chiamato

l'invia colà.

Non corre ma vola

cammina sul lago

ne mai resta pago

se salvo noi fa.
Lo prende, lo scuote

lo chiama, e rinviene

laddrizza il sostiene;

e moto gli dà.

Lo porta al di fuori

delle acque per lato

ma l'acqua toccato

suoi piedi non ha.
E ben lo doveva

Iddio preservare

che a cose più rare

prescelto lo ha.

Da quel di Subiaco

a monte Cassino

volere Divino

passare lo fa.
La tutto scolpisce

nel caldo suo petto

di un uomo perfetto

le Sante virtù.

Ma come poss'io

di tutto parlare

se spratico in mare

pescare non so.
Dirò solamente

che in grado sublime

dal fondo alle cime

d'ognuna sali.

L'amore di Dio

l'ardor singolare

di sempre avanzare

perfetto lo fa.
Lo scorge l'Abate

di Dio vero tempio

di norma ed esempio

ai frati lo dà.

Da monte Cassino

lo manda a Messina

la grazia Divina

compagna gli dà.
Or quanti portenti

d'Italia passando

comparte pregando

di Dio la pietà.

Gli zoppi, li ciechi

i muti, gli attratti

gl'invasi, li matti

colà liberò.
Di tanti portenti

prodigi sì grandi

iddio nei suoi Santi

Lodare lo fa.

Di quanto in succinto:

finora v'ho detto,

al gran Benedetto

il vanto ne dà.
Al porto poi giunto

del mar Mamertino

soccorso Divino

implora pietà.

Prevede le pene

patire gli resta

ohì quale tempesta

parando si va.
Baciata la terra

ringrazia l'Eterno

ma allora l'inferno

di sotto tremò.

Non lungi dal porto

innalza le mura

la sacra struttura

dal chiostro formò.
Qui trenta raccolti

con se cenobiti

le pratiche e i riti

del chiostro spiegò.

A Placido il primo

Iddio diede alta

monastica vita

slargare colà.
Lucifero scorge

sue perdite quando

veleno spruzzando

nell' Africa andò.

Dai barbari lidi

Mamuca si parte

le vele le sarte

al mare spiegò.